# James Corson
James Corson   (Modesto, 14 de gener de 1906 - Burlingame, 12 de novembre de 1981) va ser un atleta estatunidenc, especialista en el llançament de disc, que va competir durant la dècada de 1920.
El 1928 va prendre part en els Jocs Olímpics d'Amsterdam, on guanyà la medalla de bronze en la prova del llançament de disc. El 1927 guanyà el campionat de disc de la NCAA.

## Millors marques
- Llançament de disc. 47,10 m (1928)[1][2]